# Дмитровка (Изюмский район)
Дмитровка (укр. Дмитрівка) — село,
Вернопольский сельский совет,
Изюмский район,
Харьковская область, Украина.
Код КОАТУУ — 6322882202. Население по переписи 2001 года составляет 69 (31/38 м/ж) человек.

## Географическое положение
Село Дмитровка находится у одного из истоков реки Великая Камышеваха, ниже по течению на расстоянии в 11 км расположено село Великая Камышеваха (Барвенковский район).
Река в этом месте пересыхает, на ней сделано несколько запруд.
На расстоянии в 2 км расположено село Вернополье.

## Экономика
- Овце-товарная ферма.

## Достопримечательности
- Братская могила советских воинов.